# Džajavarman VII.

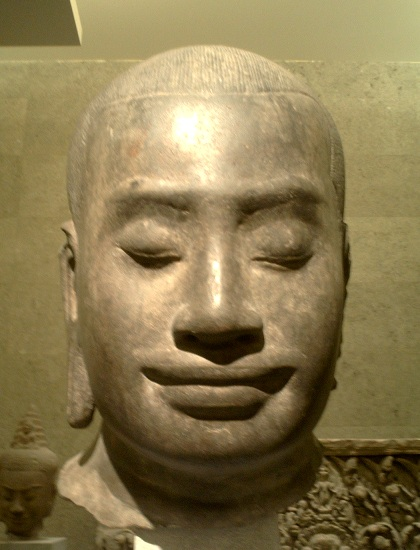
Socha Džajavarmana

Džajavarman VII. (asi 1125–1218) byl zhruba mezi lety 1181–1218 král Khmerské říše, která se nacházela v oblasti dnešní Kambodže. Po vpádu Čamů do Angkoru v roce 1177 a jeho zničení vedl proti Čamům povstání, a poté, co se mu podařilo shromáždit obrovskou armádu, Čamy porazil a dobyl Angkor zpět. V roce 1181 byl prohlášen za nového krále Khmerské říše a za krátkou dobu přivedl Angkor opět na vrchol moci.
Nejprve si zajistil neutralitu státu Dai Viet a potom úspěšně zaútočil na Čampu, kterou v letech 1203 – 1220 připojil ke Khmerské říši. Coby stoupenec mahájánového buddhismu nahradil (hinduistický) státní kult dévarádži (božského krále) kultem Buddharádži. Opravil a dostavěl hlavní město Angkor Thom (především ústřední chrám hlavního města Bayon, další sakrální a sekulární stavby, a také značnou část kanalizace).
Džajavarman VII. je považován za nejmocnějšího vládce Kmerské říše za celou dobu její existence. Po jeho smrti nastoupil na trůn Indravarman II.